# 4211 Розніблетт
4211 Розніблетт (4211 Rosniblett) — астероїд головного поясу, відкритий 12 вересня 1987 року.
Тіссеранів параметр щодо Юпітера — 3,164.